# Jackson, Ohio
Jackson är administrativ huvudort i Jackson County i delstaten Ohio. Orten har fått sitt namn efter Andrew Jackson. Enligt 2010 års folkräkning hade Jackson 6 397 invånare.